# 高浜町 (茨城県)
高浜町（たかはままち）は茨城県新治郡にかつて存在した町である。

## 地理
- 現在の石岡市の東部に位置する。
- 村は霞ヶ浦の北岸に位置している。
- 村域は台地と平地が入り組む谷戸が多い地形になっている。

## 歴史

### 村域の変遷
- 1889年（明治22年）4月1日 - 町村制施行により、北根本村・中津川村・東大橋村・東田中村・小井戸村・高浜村が合併し発足。
- 1953年（昭和28年）11月16日 - 石岡町に編入。同日高浜町廃止。

変遷表
| 1868年 以前 | 1868年 以前 | 明治12年 | 明治22年 4月1日 | 昭和28年 7月15日 | 昭和29年 11月16日 | 現在   |
| ----------- | ----------- | -------- | --------------- | ---------------- | ----------------- | ------ |
|             | 北根本村    | 北根本村 | 高浜町          | 石岡町 に編入    | 市制              | 石岡市 |
|             | 中津川村    |          | 高浜町          | 石岡町 に編入    | 市制              | 石岡市 |
|             | 大橋村      | 東大橋村 | 高浜町          | 石岡町 に編入    | 市制              | 石岡市 |
|             | 田中村      | 東田中村 | 高浜町          | 石岡町 に編入    | 市制              | 石岡市 |
|             | 小井戸村    |          | 高浜町          | 石岡町 に編入    | 市制              | 石岡市 |
|             | 高浜村      |          | 高浜町          | 石岡町 に編入    | 市制              | 石岡市 |

## 大字
- 北根本（きたねもと）
- 中津川（なかつがわ）
- 東大橋（ひがしおおはし）
- 東田中（ひがしたなか）
- 小井戸（こいど）
- 高浜（たかはま）

## 人口・世帯

### 人口
総数 [単位： 人]
| 1891年（明治24年） | 2,770 |
| 1909年（明治42年） | 3,262 |
| 1920年（大正 9年） | 3,384 |
| 1935年（昭和10年） | 3,270 |
| 1950年（昭和25年） | 4,358 |

### 世帯
総数 [単位： 世帯]
| 1920年（大正 9年） | 684 |
| 1935年（昭和10年） | 612 |
| 1950年（昭和25年） | 809 |

## 交通

### 鉄道
- 日本国有鉄道（ → JR東日本）
  - ■常磐線
    - 高浜駅

なお1924年には、近隣の田余村に鹿島参宮鉄道の新高浜駅が開業している（2007年、鉄道駅としては廃止）。